# Walk (bài hát của Foo Fighters)
"Walk" là bài hát của ban nhạc rock người Mỹ Foo Fighters, được phát hành là đĩa đơn thứ 2 từ album phòng thu thứ 7 của ban nhạc Wasting Light. Bài hát được viết bởi Dave Grohl và đồng sản xuất bởi Butch Vig.

## Bảng xếp hạng
| Xếp hạng (2011)                             | Vị trí |
| ------------------------------------------- | ------ |
| Australia (ARIA)                            | 57     |
| Áo (Ö3 Austria Top 40)                      | 49     |
| Bỉ (Ultratop 50 Flanders)                   | 25     |
| Bỉ (Ultratip Flanders)                      | 3      |
| Bỉ (Ultratip Wallonia)                      | 34     |
| Canada (Canadian Hot 100)                   | 49     |
| Hà Lan (Dutch Top 40)                       | 31     |
| Hà Lan (Single Top 100)                     | 58     |
| Nhật Bản (Japan Hot 100)                    | 84     |
| New Zealand (Recorded Music NZ)             | 38     |
| Thụy Sĩ (Schweizer Hitparade)               | 74     |
| Anh Quốc (OCC)                              | 57     |
| UK Rock Chart (The Official Charts Company) | 1      |
| Hoa Kỳ Billboard Hot 100                    | 83     |
| Hoa Kỳ Hot Rock Songs (Billboard)           | 1      |
| Hoa Kỳ Alternative Songs (Billboard)        | 1      |
| Hoa Kỳ Mainstream Rock (Billboard)          | 1      |

## Giải thưởng
| Năm  | Giải thưởng                                   | Kết quả   |
| ---- | --------------------------------------------- | --------- |
| 2011 | Giải MTV cho Video Rock xuất sắc nhất         | Đoạt giải |
| 2012 | Giải Grammy cho Trình diễn Rock xuất sắc nhất | Đoạt giải |
| 2012 | Giải Grammy cho Bài hát Rock hay nhất         | Đoạt giải |